# François Coffin
François Marie Pantaléon Galatoire Coffin est un homme politique français né le 27 juillet 1758 à Hesdin (Pas-de-Calais) et décédé le 18 décembre 1798 au même lieu.
Commissaire du directoire exécutif à Hesdin, il est élu député du Pas-de-Calais au Conseil des Cinq-Cents le 24 germinal an VI.

## Sources
- « François Coffin », dans Adolphe Robert et Gaston Cougny, Dictionnaire des parlementaires français, Edgar Bourloton, 1889-1891 [détail de l’édition]